# Charles Konan Banny
Pour les articles homonymes, voir Banny.
Charles Konan Banny, né le 11 novembre 1942 à Divo (Côte d'Ivoire) et mort le 10 septembre 2021 à Neuilly-sur-Seine (France), est un économiste et un homme d'État ivoirien. Il est notamment Premier ministre de 2005 à 2007.

## Origines
Né le 11 novembre 1942 à Divo, Charles est membre de la famille Banny dont il est le fils de François Konan Banny Sr, frère cadet de l’intendant général François Konan Banny Jr, frère cadet de Jean Konan Banny, demi-frère de l'ex-conseiller spécial de la primature Firmin Brou.

## Formation
En 1968, il sort diplômé de l'École supérieure des sciences économiques et commerciales (ESSEC).

## Carrière professionnelle
Il commence sa carrière en 1969 et obtient le poste de chargé de mission à la Caisse de stabilisation et de soutien des prix des productions agricoles en Côte d'Ivoire (Caistab), un fonds de solidarité et de soutien dans le domaine agricole ivoirien. En 1970, Konan Banny rejoint l'Organisation inter-africaine du café (OIAC), dont il devient secrétaire général adjoint, puis secrétaire général. 
En 1976, il commence une carrière de banquier avec son entrée à la BCEAO. Une décennie plus tard, il devient directeur national de la Banque centrale des États de l'Afrique de l'Ouest (BCEAO) pour la Côte d'Ivoire. 
Gouverneur par intérim de la BCEAO de 1990 à 1993 (son prédécesseur était Alassane Ouattara, Premier ministre sous le dernier mandat du président Félix Houphouët-Boigny), il en est gouverneur en titre du 1er janvier 1994 à 2005.
Il aurait créé en avril 2004, sans y avoir été autorisé ni par le Conseil des ministres de l'UEMOA, ni par la Conférence des chefs d'État, le Fonds d'actions communautaires de l'Union monétaire ouest-africaine (FAC-UEMOA), doté d'un budget de 40 milliards de francs CFA - c'est du moins la critique qui a été formulée contre lui, à la conférence extraordinaire des chefs d'État de l'Union économique et monétaire ouest-africaine (UEMOA) tenue à Niamey le 11 octobre 2004, par le président de la République du Sénégal. Afin d'y voir plus clair, les chefs des États membres de la BCEAO demandent un audit, lequel révélera un déficit estimé à plusieurs milliards de francs CFA[réf. à confirmer].

## Carrière politique

### Premier ministre
Il est nommé Premier ministre ivoirien le 4 décembre 2005, en pleine crise politico-militaire.

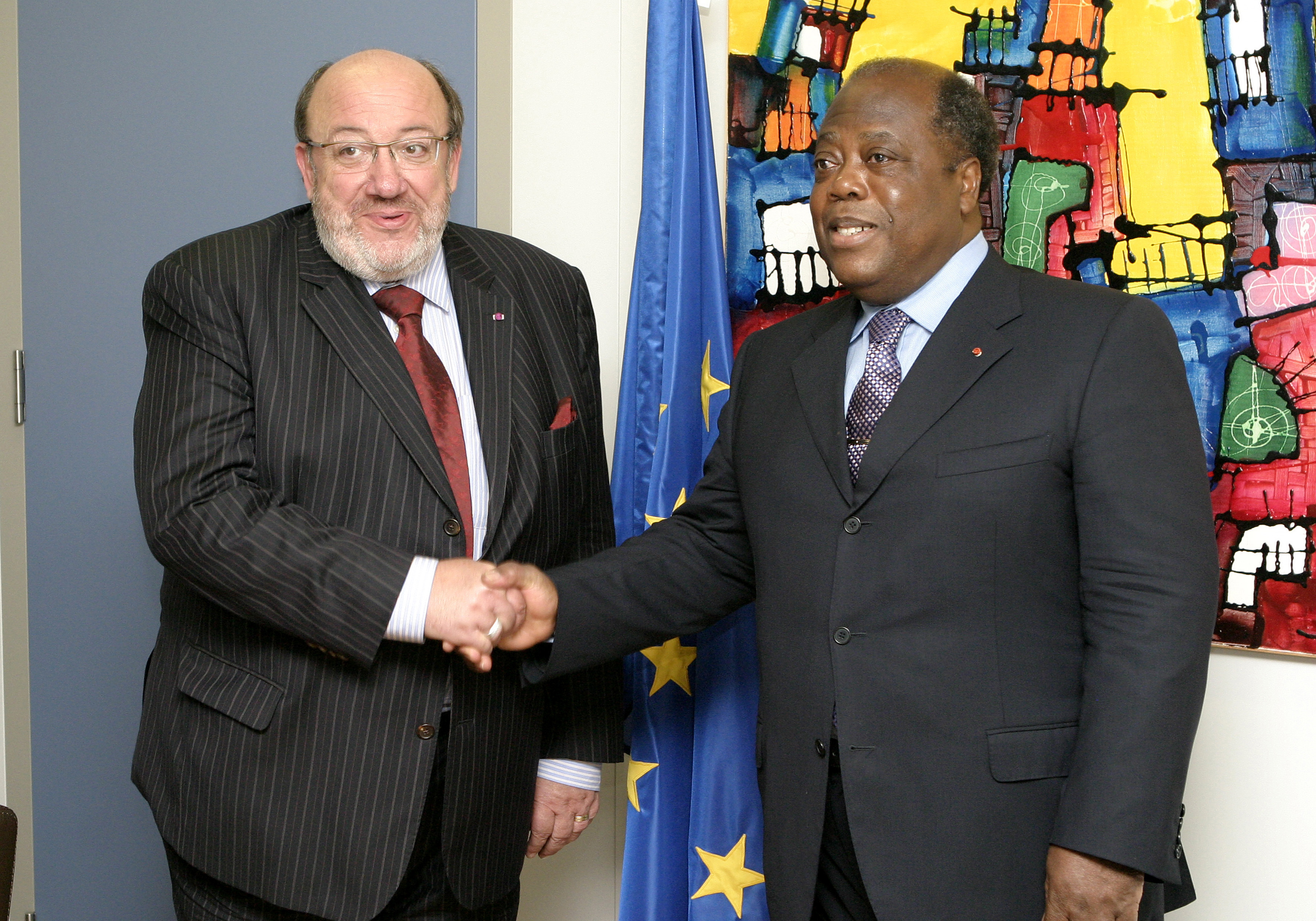
Poignée de main entre Charles Konan Banny, à droite, et Louis Michel en 2006

Dans la nuit du 19 au 20 août 2006, des déchets toxiques sont déversés en Côte d'Ivoire. Charles Konan Banny présente alors sa démission et celle de son gouvernement au président Laurent Gbagbo, qui le reconduit immédiatement dans ses fonctions. Banny forme une nouvelle équipe ministérielle le 16 septembre 2006.
Il quitte la tête du gouvernement le 29 mars 2007.

### Président de la CDVR
Dans le sillage de la crise ivoirienne de 2010-2011 ayant opposé Laurent Gbagbo à Alassane Ouattara, Charles Konan Banny est président de la Commission pour le dialogue, la vérité et la réconciliation (CDVR) de septembre 2011 à décembre 2014.

### Élection présidentielle de 2015
Charles Konan Banny dépose sa candidature à l’élection présidentielle de 2015 pour la Coalition nationale pour le changement (dissident PDCI). Mais il se retire avant le premier tour, dénonçant comme la quasi-totalité de l’opposition une « mascarade électorale ». Son retrait intervenant après la validation de sa candidature par le Conseil constitutionnel, il figure cependant sur les bulletins de vote et obtient 0,3 % des suffrages exprimés, Alassane Ouattara étant réélu avec 83,7 %.

## Mort en France
Infecté par le SARS-CoV-2 (Covid-19) à Abidjan, Charles Konan Banny est évacué vers la France le 7 septembre 2021. Il meurt à l'hôpital américain de Neuilly le 10 septembre suivant, à 78 ans,.

## Hommages
En 2023, le stade de Yamoussoukro est baptisé du nom de Charles Konan Banny.